# Anžej Dežan

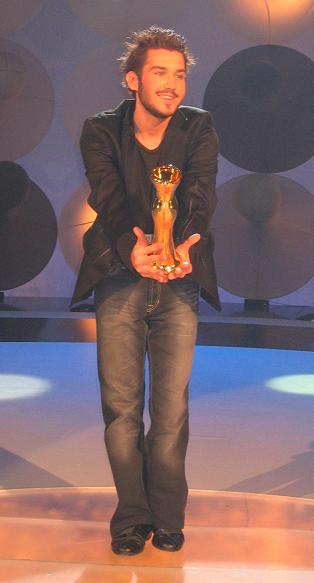
Anžej Dežan la studioul televiziunii 1 TV Slovenije în 2006

Anžej Dežan (n. 17 iunie 1987) este un cântăreț sloven care în anul 2006 și-a reprezentat țara la concursul Eurovision.

## Albume
- C'est La Vie (Asta-i viața)

## Single-uri
- C'est La Vie
- Vroče
- Plan B (Dl. Nimeni)